# Lednik Bogdashevskogo
Lednik Bogdashevskogo (englische Transkription von russisch Гедник Богдашевского Lednik Bogdaschewskowo) ist ein Gletscher im westantarktischen Ellsworthland. Er liegt unmittelbar östlich des Mount Peterson und des Henkle Peak.
Russische Wissenschaftler benannten ihn. Der weitere Benennungshintergrund ist nicht hinterlegt.